# Ryad Rizouk
Ryad Rizouk, (3 d'agost de 1979), és un jugador d'escacs algerià, que té el títol de Mestre Internacional. És germà bessó de Aimen Rizouk.
A la llista d'Elo de la FIDE del juliol de 2016, hi tenia un Elo de 2354 punts, cosa que en feia el jugador número 5 (en actiu) d'Algèria. El seu màxim Elo va ser de 2415 punts, a la llista del gener de 1996.
Rizouk fou campió d'Algèria el 1994.